# Liste d'élections infranationales en 2022
Chronologie des élections infranationales
- 2018
- 2019
- 2020
- 2021
- 2022
- 2023
- 2024
- 2025
- 2026

Cette liste recense les élections infranationales organisées durant l'année 2022. Elle inclut les élections (territoriales, régionales, municipales,...) et référendums locaux dans les territoires faisant partie d'États souverains,.
Les scrutins nationaux ou dans des territoires sécessionnistes sont répertoriés dans la liste d'élections nationales en 2022.

## Par mois

### Janvier
| Date       | Pays     | Élections                   | Contexte                                   | Résultats |
| ---------- | -------- | --------------------------- | ------------------------------------------ | --- |
| 23 janvier | Sénégal  | Municipales Départementales | Reportées depuis 2019.                     | |
| 23 janvier | Finlande | Régionales                  | Premières régionales de l'histoire du pays | Avec une participation en dessous de 50%, le Parti de la coalition nationale obtient le plus de voix, tout comme aux élections municipales. |

### Février
| Date       | Pays             | Élections  | Contexte                                                            | Résultats |
| ---------- | ---------------- | ---------- | ------------------------------------------------------------------- | --- |
| 13 février | Castille-et-León | Régionales | Communauté autonome d'Espagne. Élections anticipées de quinze mois. | Le Parti populaire (PP), au pouvoir depuis 1987, remporte la majorité relative. Il devance le Parti socialiste, première force politique lors du scrutin précédent. Vox devient la troisième force politique de la communauté autonome à la place de Ciudadanos, qui ne conserve qu'un seul député. Les partis locaux réalisent, dans leur ensemble, une percée. Le président de la Junte, Alfonso Fernández Mañueco, est reconduit deux mois plus tard, après avoir formé un gouvernement de coalition entre le PP et Vox. |

### Mars
| Date    | Pays                     | Élections             | Contexte                                                   | Résultats |
| ------- | ------------------------ | --------------------- | ---------------------------------------------------------- | --- |
| 11 mars | Djibouti                 | Communales Régionales |                                                            | L'Union pour la majorité présidentielle au pouvoir remporte la totalité des régions, en l'absence d'opposition dans cinq sur six d'entre elles. |
| 16 mars | Pays-Bas                 | Municipales           |                                                            | Alors que la participation à ces élections chute pour la première fois sous 50%, les partis locaux réalisent une percée et obtiennent pour la première fois plus d'un tiers des suffrages. Outre la baisse modérée du VVD et du CDA, le Parti socialiste est en chute libre et le paysage politique se fragmente. Des petits partis (PvdD, FvD, Volt, BIJ1, JA21, BVNL) entrent dans les conseils municipaux.                                                 |
| 19 mars | Australie-Méridionale    | Législatives          | État d'Australie.                                          | Le résultat entraîne une alternance politique avec la victoire des travaillistes qui recueillent une majorité absolue au détriment des libéraux qui étaient au pouvoir depuis 2018. |
| 20 mars | Saint-Martin             | Territoriales         | Collectivité d'outre-mer de France.                        | Le Rassemblement saint-martinois de Louis Mussington arrive en tête, devant la liste de l'Union pour la démocratie du président du conseil sortant, Daniel Gibbs. |
| 20 mars | Saint-Pierre-et-Miquelon | Territoriales         | Collectivité d'outre-mer de France.                        | La liste Archipel demain menée par le président sortant du conseil territorial, Bernard Briand, l'emporte au second tour face à celle de Cap sur l'avenir de Brigitte Girardin. |
| 20 mars | Saint-Barthélemy         | Territoriales         | Collectivité d'outre-mer de France.                        | La liste Saint-Barth d'abord de Romaric Magras, arrivée en tête au premier tour, est battue au second par Unis pour Saint-Barthélemy, menée par Xavier Lédée, qui avait fusionné avec la liste arrivée troisième Saint-Barth Action-Équilibre d'Hélène Bernier. |
| 20 mars | Wallis-et-Futuna         | Territoriales         | Collectivité d'outre-mer de France.                        | Le scrutin amène au renouvellement de près de la moitié des membres de l'Assemblée territoriale, avec 9 nouveaux élus sur 20. |
| 20 mars | Vaud                     | Cantonales            | Canton suisse.                                             | Le PLR arrive en tête avec un tiers des 150 sièges à pourvoir au Grand Conseil. Le PS et l'UDC perdent quelques sièges, cependant que les deux partis verts progressent. Pour le Conseil d'État (gouvernement cantonal), seule une candidate obtient la majorité absolue et est élue. Six sièges restent en lice pour le second tour. |
| 22 mars | Jordanie                 | Locales               |                                                            | |
| 26 mars | Palestine                | Municipales           | Non reconnu par une partie de la communauté internationale | |
| 27 mars | Sarre                    | Régionales            | Land d'Allemagne.                                          | Le SPD remporte la majorité absolue des sièges après dix ans de grande coalition avec la CDU, qui réalise le plus mauvais score de son histoire tandis que la Linke échoue à conserver sa représentation au Landtag. Un mois plus tard, la sociale-démocrate Anke Rehlinger est investie ministre-présidente. |
| 27 mars | Berne                    | Cantonales            | Canton suisse.                                             | Les Verts et les Vert'libéraux gagnent chacun cinq sièges au Grand Conseil, tandis que le PS en perd six, retombant à son niveau de 2014. L'UDC demeure le plus grand parti du canton, même si elle perd deux sièges. Au Conseil-exécutif, le PS et l'UDC obtiennent deux sièges chacun, Le Centre, le PLR et les Verts en décrochent un chacun. Enfin, au Conseil du Jura bernois, l'UDC conserve la tête, suivie par le PSA-SJ, le PLR, le PS et les Verts. |

### Avril
| Date     | Pays   | Élections   | Contexte | Résultats |
| -------- | ------ | ----------- | --- | --- |
| 3 avril  | Serbie | Municipales | Les élections se tiennent dans quatorze municipalités dont la capitale Belgrade et Bor. Elles ont lieu en même temps que les élections présidentielle et législatives. | |
| 10 avril | Vaud   | Cantonales  | Canton suisse. 2e tour | Six sièges sur sept du Conseil d'État (gouvernement cantonal) sont à pourvoir. Le PLR en obtient deux (auxquels s'ajoute celui obtenu au premier tour), les deux socialistes sortantes sont réélues, un vert et un centriste sont élus, cependant que l'UDC échoue à faire élire son candidat. |

### Mai
| Date   | Pays                        | Élections                | Contexte | Résultats |
| ------ | --------------------------- | ------------------------ | --- | --- |
| 5 mai  | Royaume-Uni                 | Locales                  | | |
| 5 mai  | Irlande du Nord             | Législatives             | Nation constitutive du Royaume-Uni. En vertu de l'accord du Vendredi Saint, le principal parti unioniste et le principal parti nationaliste doivent gouverner ensemble, malgré leurs très grandes divergences. | Le Sinn Féin obtient le plus grand nombre de sièges, devenant le premier parti nationaliste à remporter la majorité relative lors de ce scrutin. Le scrutin conduit à un blocage institutionnel et des élections anticipées.                                                                                        |
| 5 mai  | Écosse                      | Locales                  | Nation constitutive du Royaume-Uni. | |
| 7 mai  | Tasmanie                    | Sénatoriales             | État d'Australie. Renouvellement partiel au scrutin direct. | Les travaillistes conservent un siège, alors que les deux autres reviennent à des indépendants. |
| 8 mai  | Schleswig-Holstein          | Régionales               | Land d'Allemagne. | La CDU du ministre-président Daniel Günther manque la majorité absolue d'un siège. Les Grünen ravissent la place de deuxième force politique régionale au SPD et pour la première fois, l'AfD échoue à conserver sa représentation parlementaire. Günther forme un cabinet de coalition entre la CDU et les Grünen. |
| 8 mai  | Hong Kong                   | Chef de l'exécutif (en)  | Région administrative spéciale de Chine. Scrutin indirect. | John Lee Ka-chiu, candidat unique, est élu par un collège électoral contrôlé par le pouvoir de Pékin. |
| 9 mai  | Philippines                 | Provinciales Municipales | | |
| 13 mai | Népal                       | Municipales              | | |
| 14 mai | Islande                     | Municipales              | | |
| 15 mai | Rhénanie-du-Nord-Westphalie | Régionales               | Land d'Allemagne. | La CDU du ministre-président Hendrik Wüst remporte la majorité relative, tandis que Les Verts réalisent un résultat historique et le Parti libéral est en recul et ne peut plus former de majorité absolue avec les conservateurs. Wüst constitue alors une coalition noire-verte avec les écologistes.             |
| 15 mai | Glaris                      | Cantonales               | Canton suisse. | |
| 15 mai | Grisons                     | Cantonales               | Canton suisse. | |
| 21 mai | Koweït                      | Municipales              | | |

### Juin
| Date     | Pays         | Élections    | Contexte                                                         | Résultats |
| -------- | ------------ | ------------ | ---------------------------------------------------------------- | --- |
| 1er juin | Corée du Sud | Locales      |                                                                  | |
| 2 juin   | Ontario      | Législatives | Province du Canada.                                              | Les progressistes-conservateurs du Premier ministre sortant Doug Ford conservent une très large majorité absolue.                                                               |
| 5 juin   | Cambodge     | Municipales  |                                                                  | |
| 12 juin  | Italie       | Municipales  |                                                                  | |
| 19 juin  | Andalousie   | Régionales   | Communauté autonome d'Espagne. Élections anticipées de six mois. | Dans ce bastion historique du Parti socialiste, le Parti populaire du président sortant, Juanma Moreno, remporte la majorité absolue en sièges au Parlement avec 43 % des voix. |
| 22 juin  | Jersey       | Législatives | Dépendance de la Couronne britannique.                           | |

### Juillet
| Date       | Pays                | Élections                   | Contexte | Résultats |
| ---------- | ------------------- | --------------------------- | -------- | --------- |
| 10 juillet | République du Congo | Départementales Municipales |          |           |

### Septembre
| Date            | Pays                 | Élections                | Contexte                               | Résultats |
| --------------- | -------------------- | ------------------------ | -------------------------------------- | --- |
| 11 septembre    | Russie               | Gouvernorales Régionales |                                        | Tous les scrutins sont largement remportées par le parti Russie Unie du président Vladimir Poutine, dans ce qui est perçu comme un glissement supplémentaire vers un système à parti unique. |
| 12 septembre    | Suède                | Régionales Municipales   |                                        | Alors que des résultats globaux ne sont cette fois pas publiés par les autorités, la tendance reste la même que celle observée lors des élections législatives tenues simultanément : une légère hausse pour le Parti social-démocrate et les Démocrates de Suède ainsi qu'une légère baisse pour le Parti du centre, Les Libéraux et le Parti de l'environnement Les Verts. |
| 18 septembre    | Syrie                | Municipales              |                                        | |
| 23-24 septembre | Tchéquie             | Municipales              |                                        | Dans les grandes villes, ANO 2011 et la coalition SPOLU restent les deux forces politiques dominantes. Loin derrière, le SPD est en hausse partout, tandis que la gauche (ČSP, ČSSD et KSČM) est en baisse dans la plupart des villes. |
| 25 septembre    | Tyrol                | Régionales               | Land d'Autriche. Élections anticipées. | Le recul subi par le Parti populaire autrichien (ÖVP) et Les Verts - L'Alternative verte (Grünen) conduit à la perte de la majorité absolue détenue par le gouvernement de coalition sortant, ouvrant la voix à des négociations en vue de la formation d'une nouvelle coalition.                                                                                            |
| 25 septembre    | Sao Tomé-et-Principe | Régionales Municipales   |                                        | |
| 25 septembre    | Sicile               | Régionales               | Région d'Italie à statut spécial.      | |

### Octobre
| Date       | Pays                      | Élections                  | Contexte                | Résultats |
| ---------- | ------------------------- | -------------------------- | ----------------------- | --- |
| 2 octobre  | Brésil                    | Gouvernorales Provinciales |                         | |
| 2 octobre  | Pérou                     | Régionales Municipales     |                         | |
| 3 octobre  | Québec                    | Législatives               | Province du Canada.     | La Coalition avenir Québec remporte largement ces élections en obtenant 90 sièges, ce qui permet à François Legault d'entamer un deuxième mandat au poste de premier ministre du Québec. Le Parti libéral enregistre le pire score de son histoire, tout comme le Parti québécois qui ne conserve que 3 sièges, tandis que Québec solidaire stagne. |
| 8 octobre  | Nouvelle-Zélande          | Régionales Municipales     |                         | |
| 9 octobre  | Basse-Saxe                | Régionales                 | Land d'Allemagne.       | Le SPD l'emporte avec 37 % des suffrages exprimés, obtenant sa première victoire électorale de l'année. Avec environ 33 % des voix, la CDU réalise son plus mauvais résultat en près de 50 ans. Les Verts sont en progrès, alors que le FDP est éliminé du parlement régional. Enfin l'Alternative pour l'Allemagne (AfD) arrive quatrième et double son nombre de sièges. Un mois après le scrutin, le ministre-président sortant, Stephan Weil, forme une coalition entre le SPD et les Verts. |
| 15 octobre | Colombie-Britannique      | Municipales                | Province du Canada.     | |
| 20 octobre | Modèle:Île de l'Ascension | Législatives               | Territoire britannique. | |
| 29 octobre | Slovaquie                 | Régionales et municipales  |                         | |

### Novembre
| Date        | Pays               | Élections                                | Contexte | Résultats |
| ----------- | ------------------ | ---------------------------------------- | --- | --- |
| 6 novembre  | Nicaragua          | Municipales                              | | Dans un contexte de régime autoritaire, le Front sandiniste de libération nationale du président Daniel Ortega remporte la totalité des municipalités du pays. |
| 8 novembre  | États-Unis         | Gouvernorales Parlementaires Référendums | Renouvellement de gouverneurs et législatures — haute ou basses — dans plusieurs des cinquante États des États-Unis. Plusieurs référendums sont également organisés. | Sur les 39 gouverneurs en jeux, les démocrates réalisent un bon résultat en remportant deux postes supplémentaires, faisant perdre les États du Maryland, du Massachusetts et de l'Arizona aux républicains qui remportent néanmoins le Nevada. Dans les législatures d'État, les républicains perdent le contrôle de cinq chambres au profit des démocrates. |
| 12 novembre | Bahreïn            | Municipales                              | | |
| 20 novembre | Guinée équatoriale | Municipales                              | | Le Parti démocratique de Guinée équatoriale au pouvoir remporte l'intégralité des 588 sièges de conseillers à pourvoir. |
| 20 novembre | Népal              | Provinciales                             | | |
| 20 novembre | Slovénie           | Municipales                              | | |
| 26 novembre | Taïwan             | Municipales                              | | |
| 26 novembre | Victoria           | Parlementaires                           | État d'Australie. | Malgré un recul, le Parti travailliste conserve sa majorité absolue à l'Assemblée législative mais perd trois sièges au Conseil législatif. Le Premier ministre travailliste Daniel Andrews est reconduit. |
| 27 novembre | Cuba               | Municipales                              | | |

### Décembre
| Date        | Pays       | Élections    | Contexte                                                       | Résultats |
| ----------- | ---------- | ------------ | -------------------------------------------------------------- | --- |
| 8 décembre  | Îles Féroé | Législatives | Pays constitutif du royaume de Danemark. Élections anticipées. | Le scrutin voit le recul du Parti du peuple, qui perd sa première place au profit du Parti social-démocrate dirigé par Aksel V. Johannesen, le reste du Løgting restant essentiellement inchangé. Johannesen devient Premier ministre, en formant un gouvernement de coalition avec les partis République et Progrès. |
| 12 décembre | Niévès     | Législatives | Région autonome de Saint-Christophe-et-Niévès.                 | Malgré un recul, le Mouvement des citoyens conscients remporte le scrutin, permettant à Mark Brantley de se maintenir au poste de Premier ministre de Niévès. |
| 25 décembre | Oman       | Municipales  |                                                                | |